# 駐中国リトアニア大使
駐中国リトアニア大使（ちゅうちゅうごくリトアニアたいし、中国語: 立陶宛驻华大使、リトアニア語: Lietuvos ambasadorius Kinijoje）は、中華人民共和国（中国）に駐在するリトアニア共和国政府の特命全権大使。

## 歴代大使
リトアニアが中国に派遣した特命全権大使は以下のとおり。
| ギヌティス・ヴォヴェリス （1944年 - )       | 1995年 - 2001年 | ただし1997年まで臨時代理大使 |
| アルトゥーラス・ジュラウスカス （1961年 - ) | 2001年 - 2007年 |                              |
| ロカス・ベルノタス （1952年 - )             | 2007年 - 2010年 |                              |
| リナ・アンタナヴィチエネ （1968年 - )       | 2010年 - 2015年 |                              |
| イナ・マルチュリョニーテ （1963年 - )       | 2015年 - 2020年 |                              |
| ディアナ・ミツケヴィチエネ （1972年 - )     | 2020年 -        |                              |